# 北大西洋環流

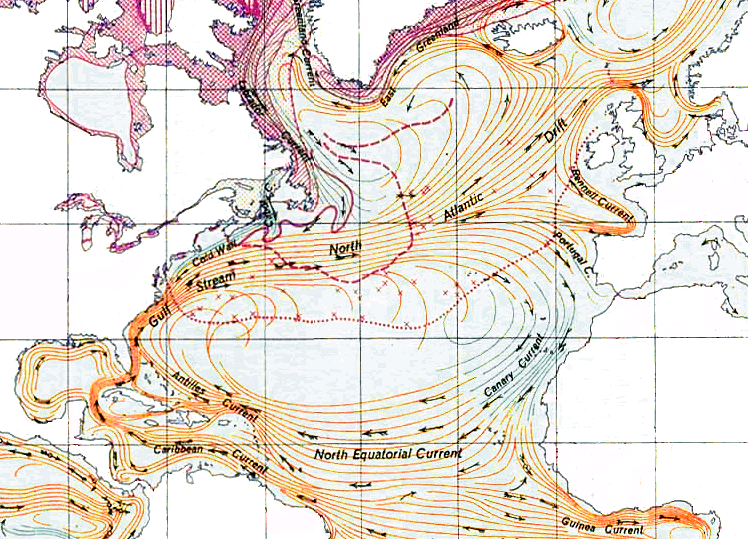
環繞中的北大西洋環流

北大西洋環流（North Atlantic Gyre），位於大西洋北部，是全球五個主要大洋環流之一。它是一個循環狀態的洋流，橫跨整個北大西洋，南邊到達赤道，北邊幾乎到達冰島；西起北美東海岸，東到歐洲和非洲的西海岸。

## 概述
北大西洋的北赤道洋流出現在北緯15度至北緯20度附近，向西流進墨西哥灣，稱為墨西哥灣流，又簡稱灣流。此外，南赤道洋流在南美洲聖洛克岬分流，有一部分水流也會沿著南美洲的東北角經加勒比海注入墨西哥灣。因灣流是由南北赤道洋流所合併而成，故其溫度和溼度特別高，而且流速大，對沿岸氣候影響特別明顯。
這支洋流沿著美國東岸向北流，稱為北大西洋洋流，直趨歐洲海岸，經冰島、英國之間，深入挪威沿岸。另有一部分轉向南流，經伊比利半島沿岸，稱為葡萄牙洋流；並且繼續向南沿著北非西岸流動，稱為加那利洋流，屬寒流性質，最後流入北赤道洋流。 
在冰島的西部盛行北風和西北風，使得北極海的水經格陵蘭西側向南流，稱為拉布拉多洋流。由於來自北極海攜有冰塊和巨大的冰山，因此屬於寒流性質，密度大。當它於紐芬蘭東側與灣流相遇時，小部分與其合併，但大部分潛入灣流之下。